# 솔 배드가이
솔 배드가이는 아크 시스템 웍스의 비디오 게임 시리즈 《길티 기어》에 출연하는 등장인물이다. 1998년 출시된 시리즈 첫 번째 게임 《길티 기어》부터 주인공으로서 등장했다.
시리즈 내에서 솔은 생체무기 '기어'와 인간이 대립한 100년의 전쟁 '성전' 이후 기어의 완전 종멸을 목표로 현상금 사냥꾼으로 활동한다. 성전 이전에 솔은 본래 인간이었으나 실험으로 인해 프로토타입으로서 기어로 전환됐으며, 이를 통해 연장된 수명과 전투능력으로 살았다. 성전동안에는 성기사단의 일원이었으나 탈퇴한 후 전 동료 카이 키스크와 갈등이 잦다.
솔 배드가이는 비디오 게임 언론에서 다른 격투 게임 주인공과 대비되는 성격과 캐릭터 디자인으로 주목을 받았다.

## 구상 및 도안
《길티 기어》 제작자 이시와타리 다이스케는 솔에 자신을 투명해 디자인했으며 직접 솔의 성우로서 연기했다. 이시와타리는 밴드 퀸의 팬으로서 이를 설정해 반영해 솔의 인간 시절 이름을 프레디 머큐리에 따와 '프레데릭'으로 정했다.

## 참조

### 내용주
1. ↑  영어: Sol Badguy, 일본어: ソル＝バッドガイ